# William Plumer
William Plumer (25 juin 1759 - 22 décembre 1850) est un avocat, un prédicateur laïque baptiste et un homme politique américain d'Hepping, New Hampshire. Il est surtout connu comme sénateur fédéraliste au Sénat des États-Unis (1802-1807) et gouverneur du New Hampshire en tant que démocrate-républicain (1812-1813, 1816-1819).

## Biographie

### Jeunesse
Plumer est né à Newburyport, dans la province de la baie du Massachusetts, le 25 juin 1759, fils du fermier et marchand Samuel Plumer et de Mary (Dole) Plumer. Sa famille déménagea à Epping, New Hampshire en 1768, et il grandit dans la ferme de son père sur la Red Oak Hill d'Epping. Plumer fréquenta l'école de Red Oak Hill jusqu'à l'âge de 17 ans.
Des problèmes de santé fréquents le rendirent inapte au service militaire pendant la Révolution américaine et à la vie d'agriculteur, et après une conversion religieuse à la fin de son adolescence, Plumer fut formé comme exhortateur baptiste (un prédicateur laïc). Pendant plusieurs années, il voyagea dans tout l'État pour faire des sermons dans les églises baptistes et aux réunions de réveil (revival) religieux. Il a brièvement envisagé une carrière de médecin et commença à étudier la médecine. Décidant plus tard d'une carrière juridique, il étudia le droit avec les avocats Joshua Atherton d'Amherst et John Prentice de Londonderry. Pendant ses études sous Atherton, il comptait parmi ses collègues juristes, William Coleman, qui resta un ami fidèle. Plumer obtint son admission au barreau en 1787 et commença à exercer à Epping.

### Début de carrière
En plus de pratiquer le droit, Plumer était actif dans la politique et la gouvernance locales. Il  occupa plusieurs charges municipales, dont celle de Selectman. Plumer servit à la Chambre des représentants du New Hampshire de 1785 à 1786, en 1788, de 1790 à 1791 et de 1797 à 1800. En 1791 et 1797, il fut président de la Chambre. Plumer fut un des délégués à la convention constitutionnelle de l'État de 1791-1792.

#### Sénat américain
Plumer fut élu au Sénat américain sous l'étiquette fédéraliste et occupa le poste laissé vacant par la démission de James Sheafe. Il  servit du 17 juin 1802 au 3 mars 1807 et ne fut pas candidat à sa réélection.
En 1803, Plumer était l'un des nombreux fédéralistes de la Nouvelle-Angleterre à proposer la sécession des États-Unis en raison du manque de pouvoir des fédéralistes, de l'influence croissante des démocrates jeffersoniens et de la diminution de l'influence du Nord depuis l'achat de la Louisiane. Rappelant son implication dans le plan de sécession en 1827, Plumer déclara: «C'était, je pense, la plus grande erreur politique de ma vie: et aurait, si elle avait été réduite à la pratique [sic], au lieu de revivre [sic], détruit la Nouvelle Angleterre. . . . Heureusement pour ma propre réputation, l'opinion erronée que je me suis formée n'a produit aucun fruit amer ni pour moi ni pour mon pays. " 

#### Sénat du New Hampshire
Plumer servit au Sénat du New Hampshire en 1810 et 1811, et fut durant ces deux années le président du Sénat.

### Gouverneur
Désormais démocrate-républicain, en 1812, Plumer était le candidat retenu par le parti au poste de gouverneur du New Hampshire, et il servit jusqu'en 1813. Il reprit ses fonctions en 1816 et servit jusqu'en 1819.

#### Électeur présidentiel, 1820
Lors de l'élection présidentielle américaine de 1820, Plumer était l'un des grands électeurs du New Hampshire. Il émit le seul vote dissident du pays au Collège électoral contre le président sortant James Monroe, votant à la place pour John Quincy Adams. Certains récits disent que c'était pour faire en sorte que George Washington reste le seul président américain de l'Histoire à être choisi à l'unanimité par le Collège électoral, mais d'autres affirment qu'il attirait plutôt l'attention sur son ami Adams en tant que futur candidat potentiel à la présidentielle ou protestait contre l'« extravagance gaspilleuse » de l'administration Monroe. Plumer a également évité de voter pour Daniel D. Tompkins au poste de vice-président en le qualifiant de « grossièrement intempérant» et n'ayant « pas le poids de caractère requis par sa fonction » et « parce qu'il a gravement négligé son devoir» dans son « seul » rôle officiel de président du Sénat en étant « absent près des trois quarts du temps». Plumer vota à la place pour Richard Rush.

### Autres activités
Plumer fut un des fondateurs et le premier président de la New Hampshire Historical Society. Il a été élu membre de l'American Antiquarian Society en 1815 .

### Mort et enterrement
Plumer mourut à Epping le 22 décembre 1850 et fut inhumé au cimetière de la famille Plumer à Epping.

## Famille

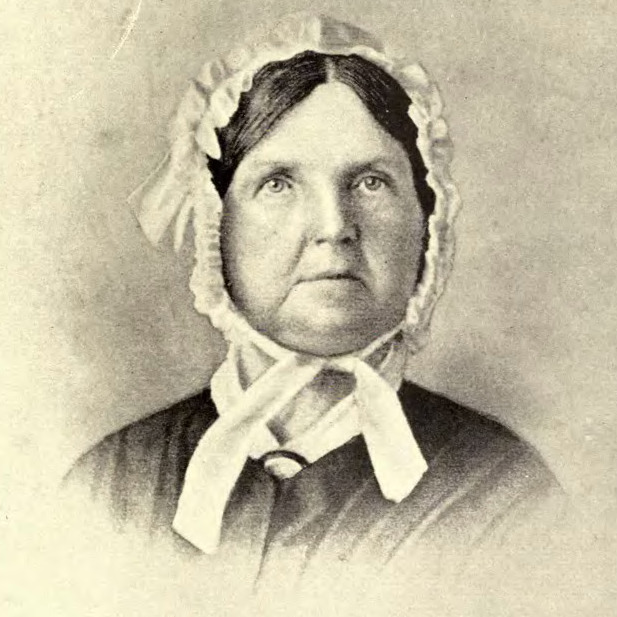
Sally Fowler Plumer

En 1788, Plumer épousa Sarah "Sally" Fowler de Newmarket, New Hampshire . Ils furent les parents de six enfants - William, Sally, Samuel, George Washington, John Jay et Quintus. William Plumer Jr. était un auteur et avocat qui siégea à la Chambre des représentants des États-Unis de 1819 à 1825.